# Église Sainte-Marguerite de Ducy-Sainte-Marguerite
Pour les articles homonymes, voir Église Sainte-Marguerite.
L'église Sainte-Marguerite est une église catholique située à Ducy-Sainte-Marguerite, en France.

## Localisation
L'église est située dans le département français du Calvados, sur la commune de Ducy-Sainte-Marguerite.

## Historique
Charles de Cingal, seigneur de Ducy (mort le 6 décembre 1636) est enterré en l'église comme son père Girard. Une ceinture funèbre avec leurs armoiries attestait de leur droit de patronage, que Charles défendit contre Jean et Jacques de Cingal (arrêt du 8 juillet 1611 du parlement de Rouen)[réf. nécessaire].
Selon Arcisse de Caumont dans son étude Statistique monumentale du Calvados, tome 1, page 249, la tour latérale au nord est de deux époques ; primitivement romane, on l'a exhaussée et terminée, au XIIIe siècle, par une flèche d'une élégance remarquable, et que l'on peut citer comme une des plus hardies que nous possédions dans le département. Le chœur est du XVe siècle.
Le clocher est classé au titre des monuments historiques depuis le 14 juin 1909, le reste de l'édifice inscrit depuis le 12 avril 1927. Au-dessus du  portail de l'église un couple enlacé est représenté sous une sculpture grossière d'un lion.
Un tableau attribué à Luis Morales nommé Vierge de pitié (ou pietà) est classé au titre d'objet depuis 1934. Ce tableau initialement exposé dans l'église de Ducy fut volé en 1976 et retrouvé plusieurs années plus tard. Il est depuis conservé par le musée des Beaux-Arts de Caen. Une copie photo en vraie grandeur est visible dans l'église de Ducy. La chaire à prêcher (XVIIe) est également classée au titre d'objet depuis 1907.
De nombreux éléments sont inscrits au titre d'objets (1977) et particulièrement cinq tableaux représentants La Dormition de la Vierge (XVIIIe siècle), Christ au roseau (XVIIIe siècle), Immaculée Conception (XVIIIe siècle), copie de Murillo disparue lors du cambriolage de 1976, Sainte Marguerite (XIXe siècle), et Saint Jean et la Vierge au pied de la Croix (XIXe siècle).

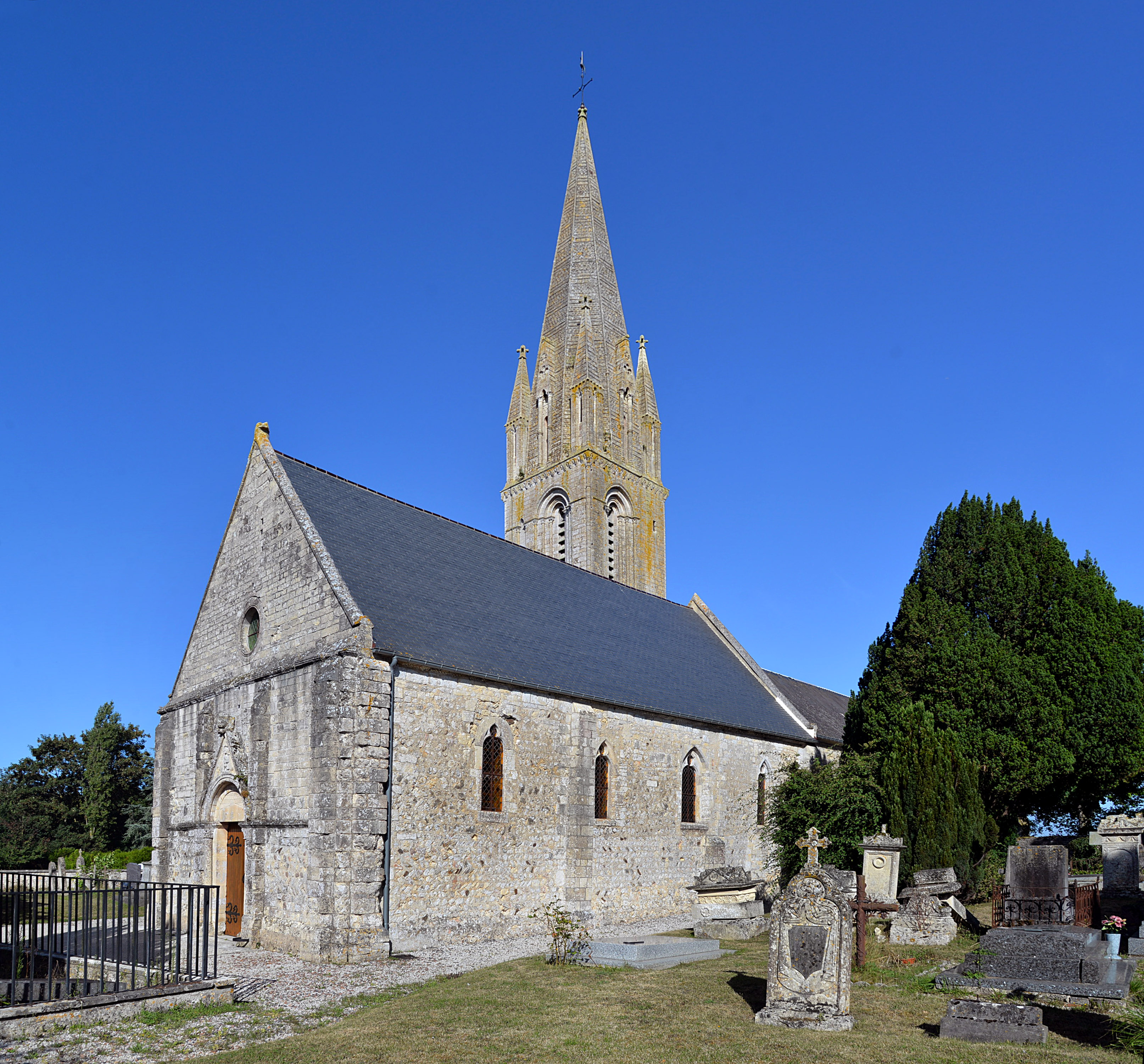
L'église Sainte-Marguerite.
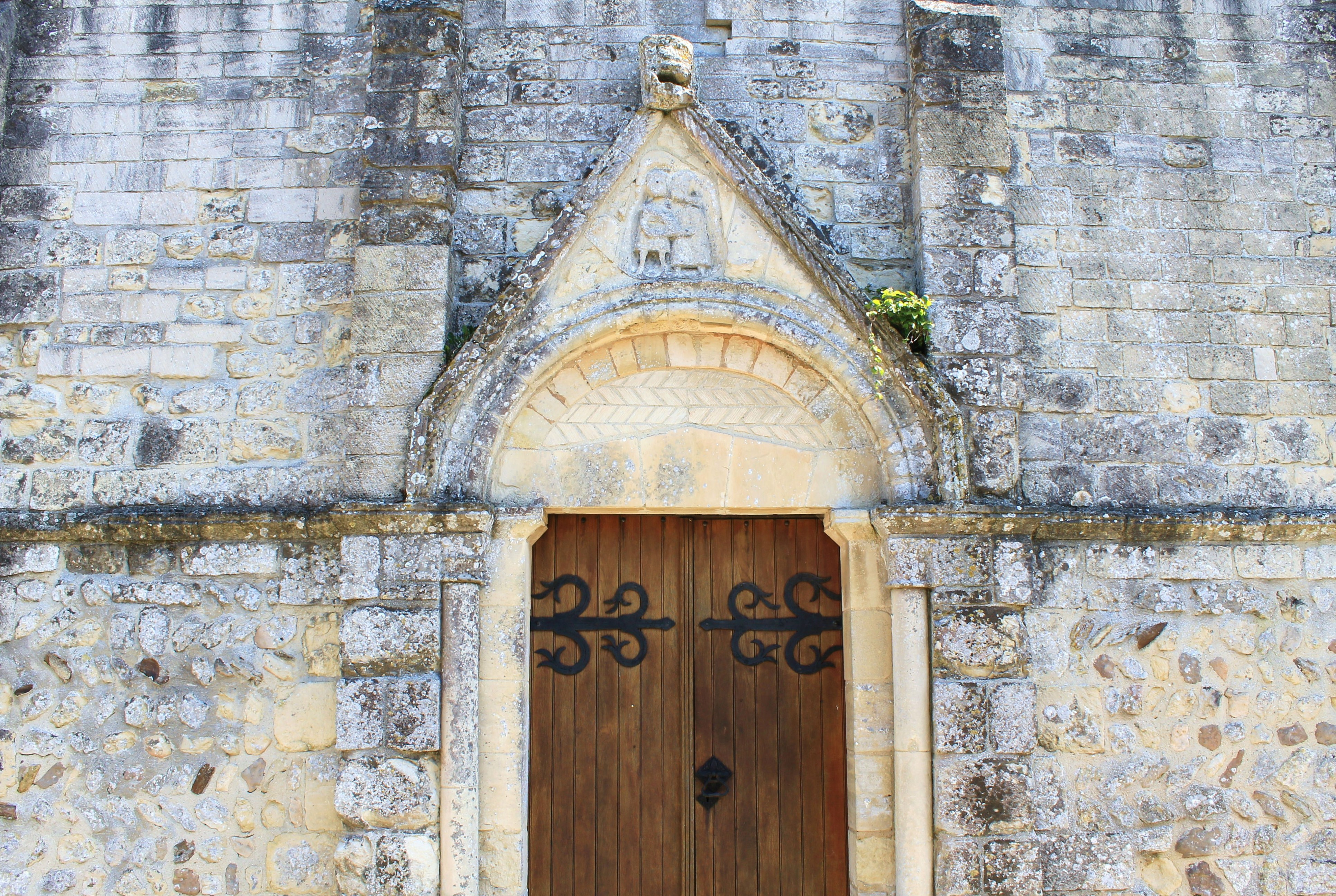
Le portail de l'église.
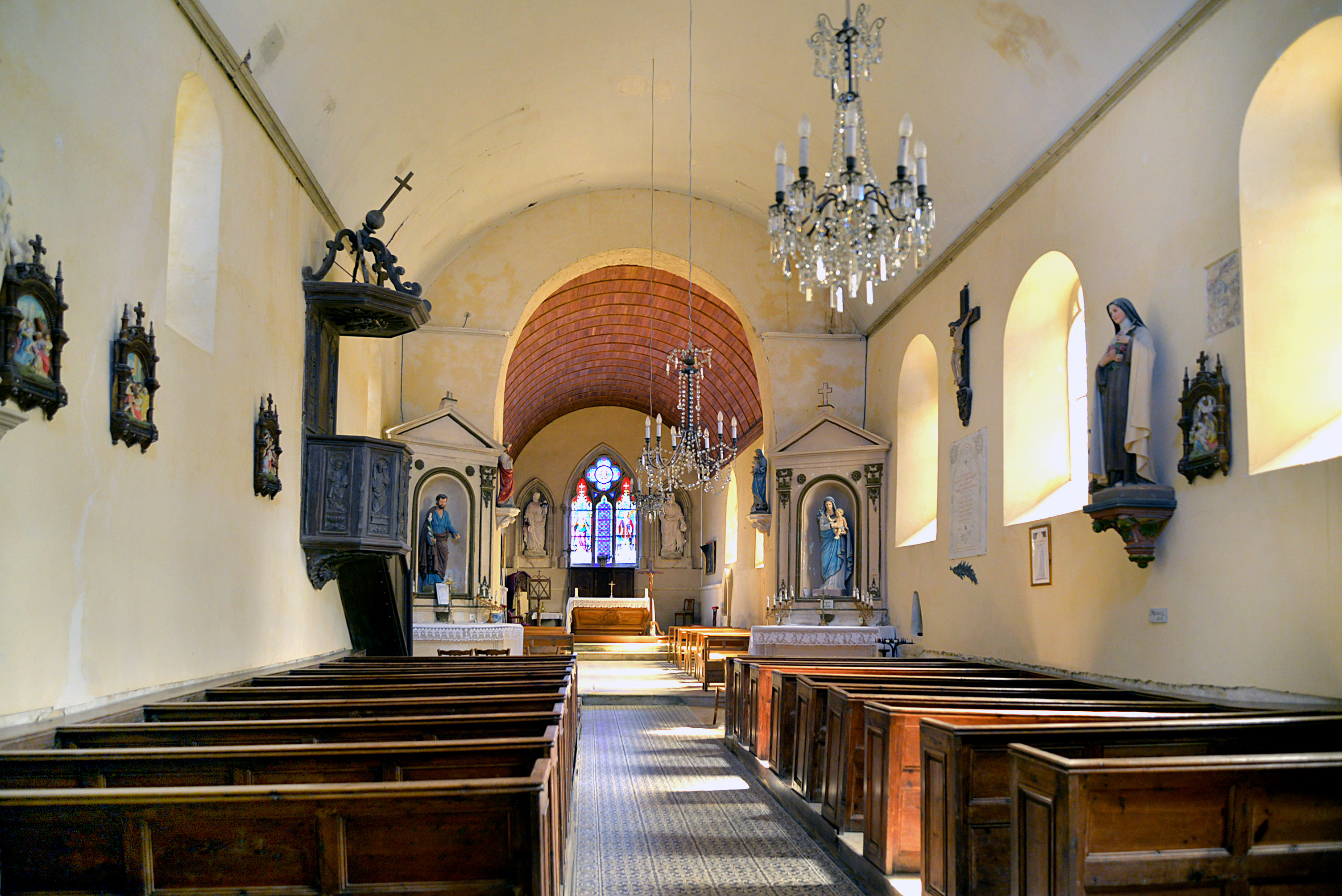
La nef de l'église.
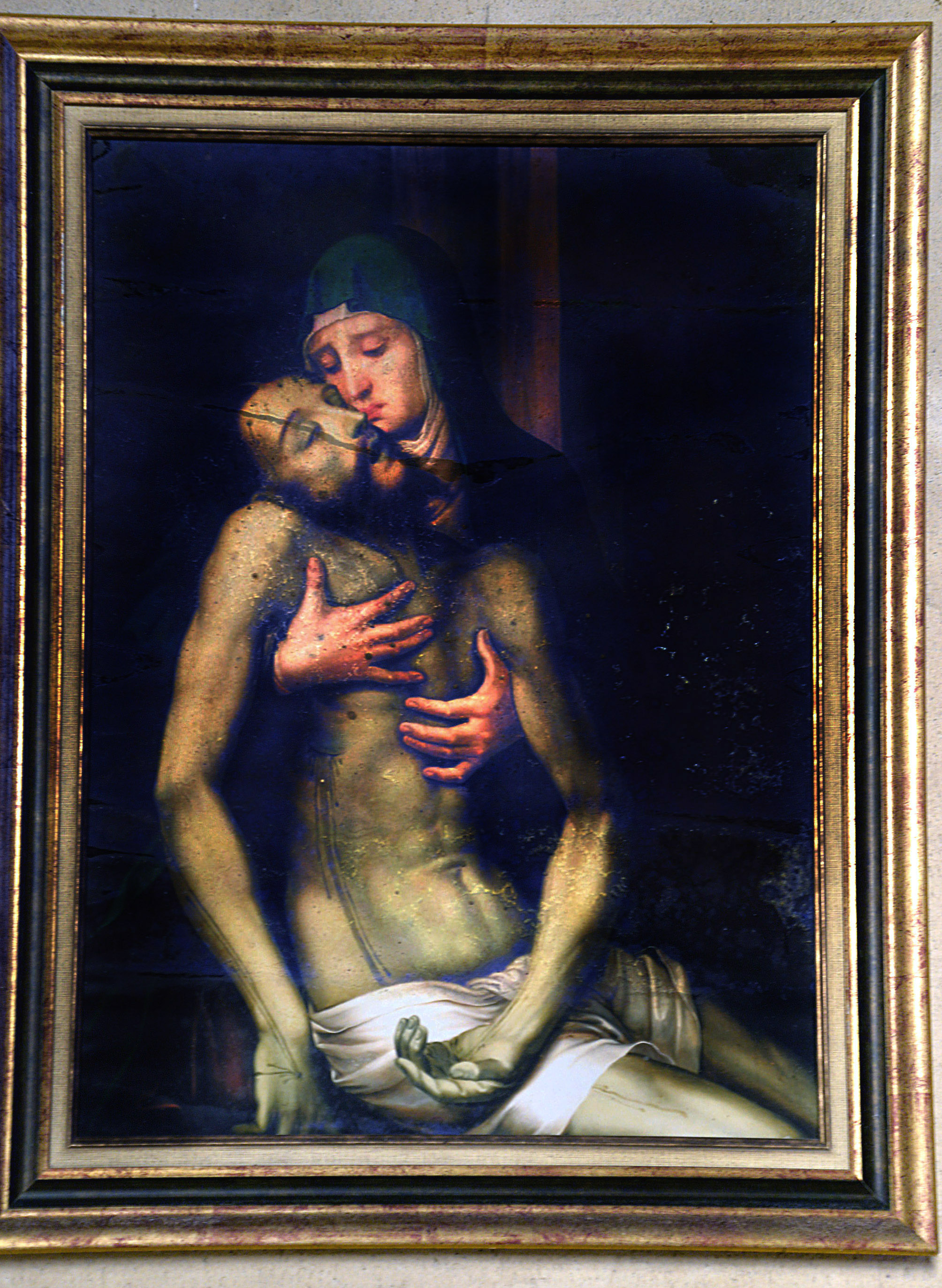
Reproduction photographique du tableau Vierge de pitié.
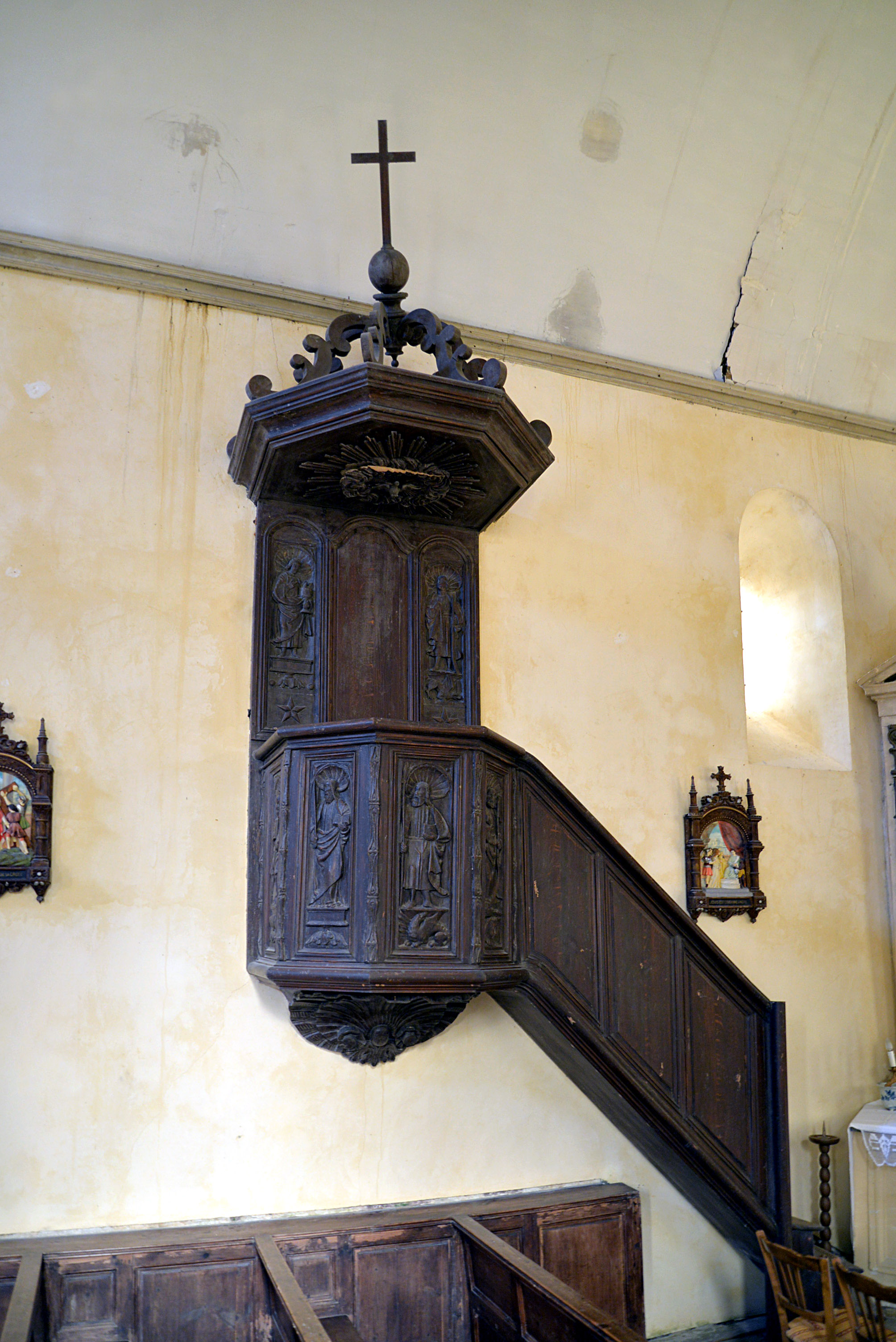
La chaire à prêcher.
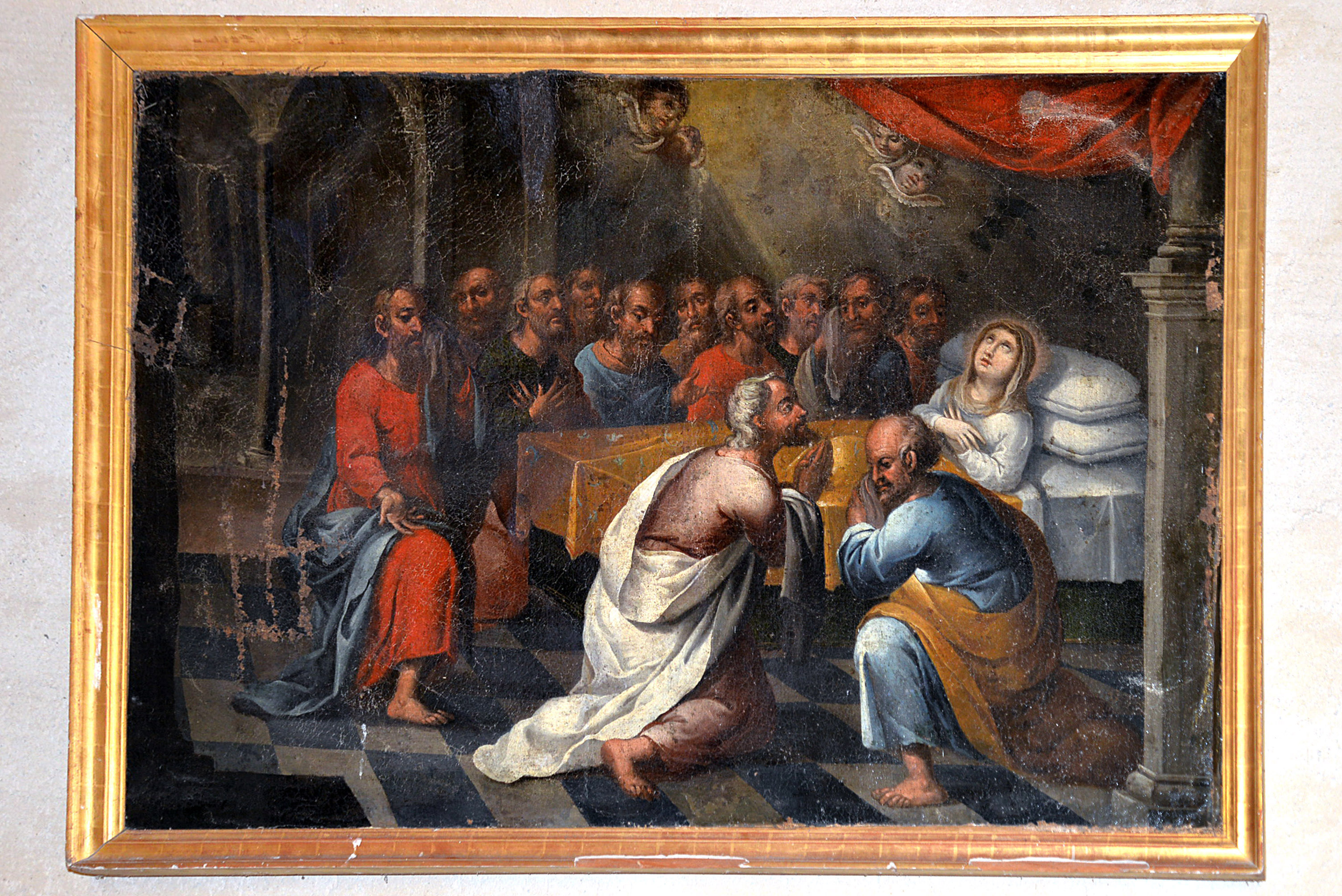
Tableau Dormition de la Vierge.
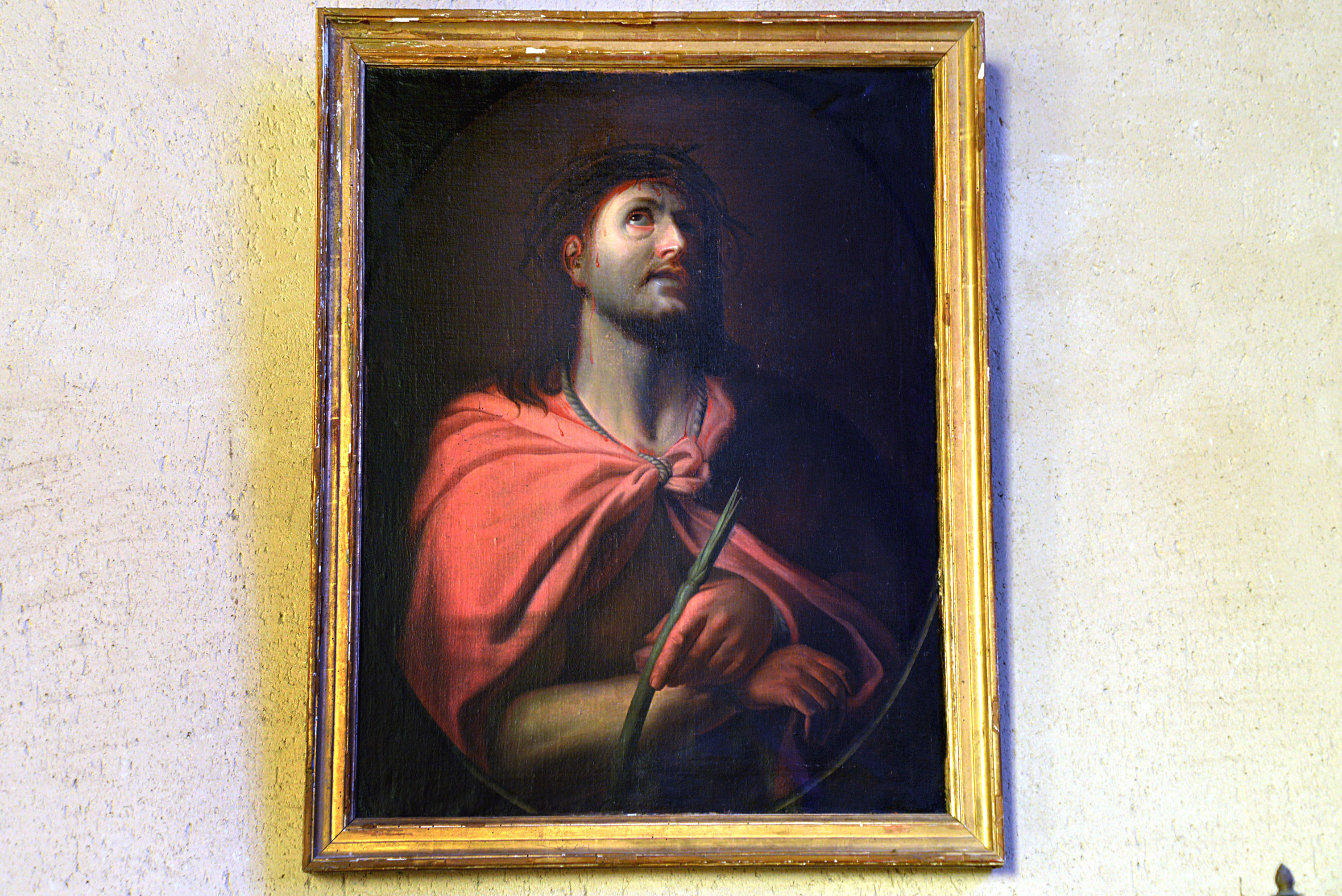
Tableau Christ au roseau.
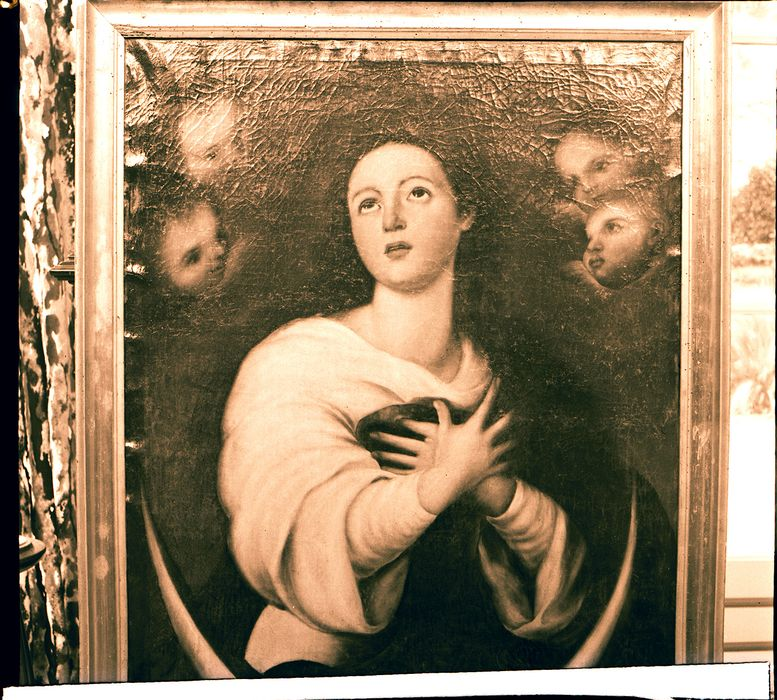
Tableau Immaculée Conception volé en 1976.
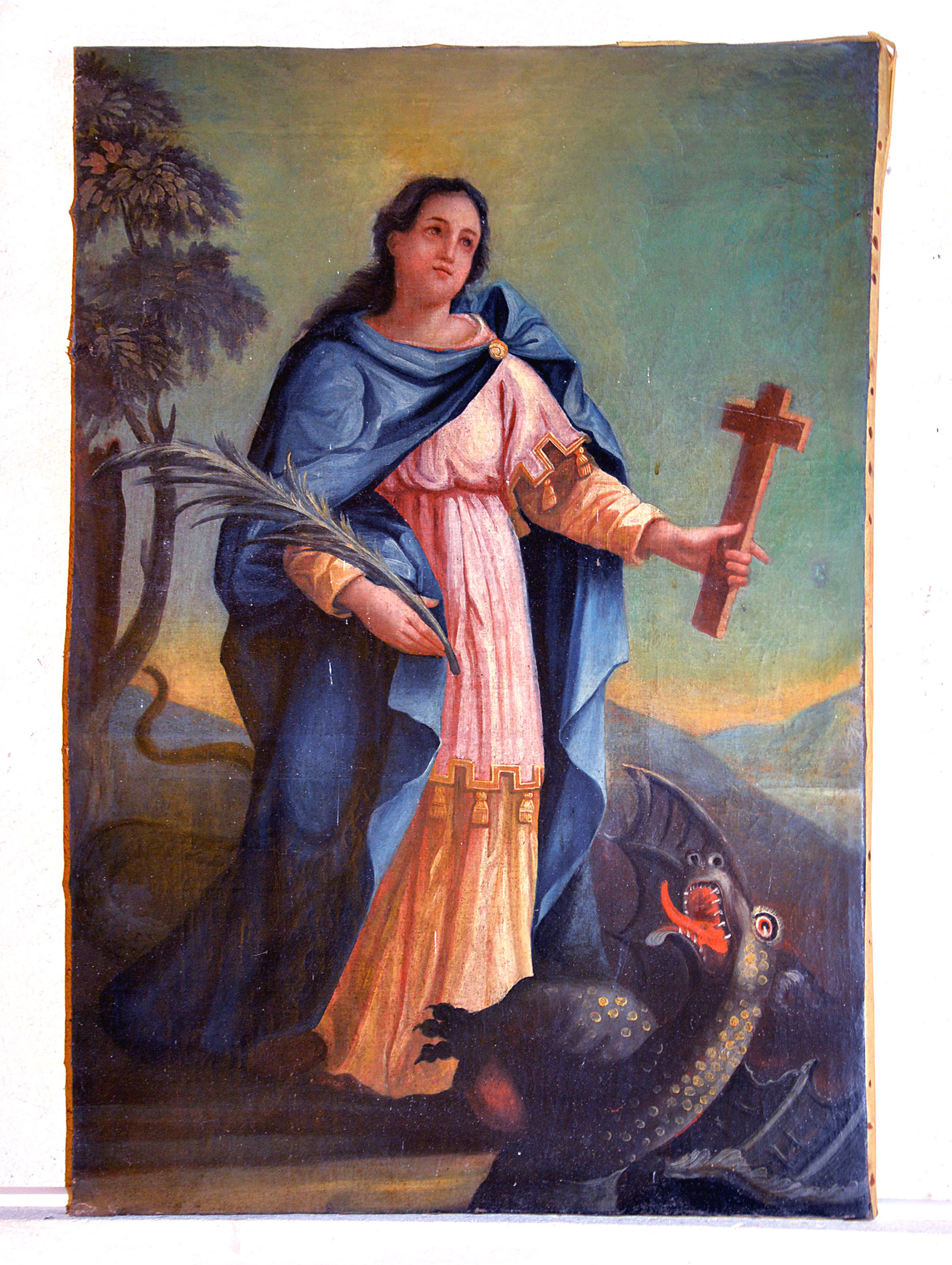
Tableau Sainte Marguerite.
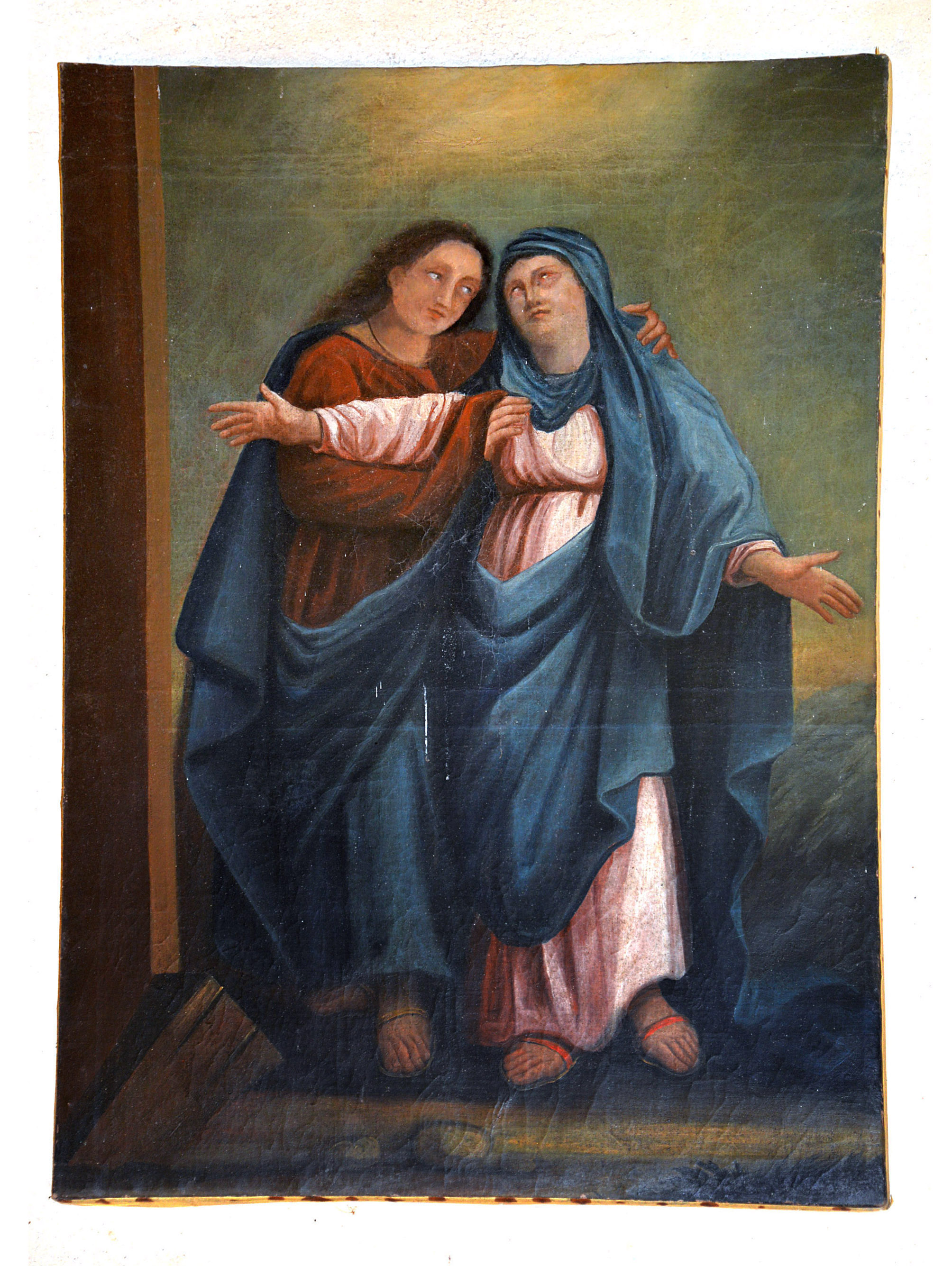
Tableau Saint Jean et la Vierge au pied de la Croix.